# Fascio
Fascio (liczba mnoga: fasci) – słowo w języku włoskim, używane w późnych latach XIX wieku na określenie radykalnych grup politycznych o wielu różnorodnych (czasem sprzecznych) orientacjach ideowych. Etymologicznie termin fascio pochodzi od łacińskiego fasces (wiązka rózg).
W 1891 w Palermo, Messynie i Katanii powstały tzw. fasci siciliani, prowadząc w kolejnych latach walkę z prześladującą je władzą. Socjaliści w 1895 utworzyli związek kolejarzy („fascio ferrovieri”) oraz związek robotniczy („fascio operaio”). Później, przed wybuchem I wojny światowej, młodzieżowa organizacja socjalistyczna dzieliła się na „fasci”.
Pod koniec XIX w. ks. Davide Albertario utworzył „hufiec chrześcijańskich demokratów”, który funkcjonował w Mediolanie. Jego dewiza brzmiała: Robotnicy wszystkich krajów łączcie się w Chrystusie.
Wiele z nacjonalistycznych i socjalistycznych fasci wyewoluowało później w XX-wieczny ruch znany jako faszyzm.